# Eleições estaduais em Roraima em 2018
As eleições estaduais em Roraima em 2018 foram realizadas em 7 de outubro como parte das eleições gerais no Brasil. Os eleitores aptos a votar elegeram seus representantes na seguinte proporção: oito deputados federais, dois senadores e 24 deputados estaduais. Também escolheram o governador para o mandato de 1° de janeiro de 2019 a 31 de dezembro de 2022. De acordo com a legislação eleitoral, como nenhum dos candidatos ao governo atingiu mais de 50% dos votos válidos, um segundo turno foi realizado em 28 de outubro. Nesse segundo turno, Antônio Denarium foi eleito.

## Resultado da eleição para governador

### Primeiro turno
| Candidatos a governador do estado | Candidatos a vice-governador | Número | Coligação                                                            | Votação | Percentual |
| --------------------------------- | ---------------------------- | ------ | -------------------------------------------------------------------- | ------- | ---------- |
| Antônio Denarium PSL              | Frutuoso Lins PTC            | 17     | Agora é Roraima com Tudo (PSL, PTC, PRB, PRP, PROS, PSC, PPL, PATRI) | 113.468 | 42,27%     |
| Anchieta Júnior PSDB              | Abel Galinha DEM             | 45     | Todos por Roraima (PSDB, DEM, MDB, PSD, PPS, SD, DC)                 | 104.114 | 38,78%     |
| Suely Campos PP                   | Oleno Matos PCdoB            | 11     | Na Luta por Roraima (PP, PCdoB, PDT, PR, PODE, PRTB, PSB, PHS)       | 29.888  | 11,13%     |
| Fábio Gonçalves PSOL              | Érica Marques PSOL           | 50     | Frente de Esquerda Socialista (PSOL, PCB e PSTU)                     | 11.480  | 4,28%      |
| Telmário Mota PTB                 | Evandro Moreira PTB          | 14     | Dê uma Chance Para Roraima (PTB, PT, PV e REDE)                      | 9.495   | 3,54%      |

### Segundo Turno
| Candidatos a governador do estado | Candidatos a vice-governador | Número | Coligação                                                            | Votação | Percentual |
| --------------------------------- | ---------------------------- | ------ | -------------------------------------------------------------------- | ------- | ---------- |
| Antônio Denarium PSL              | Frutuoso Lins PTC            | 17     | Agora é Roraima com Tudo (PSL, PTC, PRB, PRP, PROS, PSC, PPL, PATRI) | 136.612 | 53,34%     |
| Anchieta Júnior PSDB              | Abel Galinha DEM             | 45     | Todos por Roraima (PSDB, DEM, MDB, PSD, PPS, SD, DC)                 | 119.489 | 46,66%     |

## Resultado da eleição para senador

### Senadores
| Candidatos a senador da República | Candidatos a suplente de senador          | Número | Coligação                                                            | Votação | Percentual |
| --------------------------------- | ----------------------------------------- | ------ | -------------------------------------------------------------------- | ------- | ---------- |
| Chico Rodrigues DEM               | Pedro Arthur DEM Ônésimo Cruz PSDB        | 255    | Todos por Roraima (PSDB, DEM, MDB, PSD, PPS, SD, DC)                 | 111.466 | 22,76%     |
| Mecias de Jesus PRB               | Enfermeira Roberta PRB Afonso Parente PRB | 107    | Agora é Roraima com Tudo (PSL, PTC, PRB, PRP, PROS, PSC, PPL, PATRI) | 85.366  | 17,43%     |
| Romero Jucá MDB                   | Sérgio Pillon MDB Sander Salomão MDB      | 156    | Todos por Roraima (PSDB, DEM, MDB, PSD, PPS, SD, DC)                 | 84.940  | 17,34%     |
| Ângela Portela PDT                | Walace Barbosa PRTB Augusto Iglesias PDT  | 123    | Na Luta por Roraima (PP, PCdoB, PDT, PR, PODE, PRTB, PSB, PHS)       | 64.164  | 13,10%     |
| Luciano Castro PR                 | Tuti Lopes PR Irmã Graça PR               | 222    | Na Luta por Roraima (PP, PCdoB, PDT, PR, PODE, PRTB, PSB, PHS)       | 56.147  | 11,46%     |
| Pastor Isamar Ramalho PSL         | Francisco Iraneudo PSL Kelton Lopes PSL   | 177    | Agora é Roraima com Tudo (PSL, PTC, PRB, PRP, PROS, PSC, PPL, PATRI) | 52.028  | 10,62%     |
| Júlio Martins PTB                 | Rogério Miranda PTB Leoma Ferreira PTB    | 144    | Dê uma Chance Para Roraima (PTB, PT, PV, PSB e REDE)                 | 20.004  | 4,08%      |
| Telma Taurepang PCB               | Professor Misaque PCB Raphael Uchôa PCB   | 212    | Frente de Esquerda Socialista (PSOL, PCB e PSTU)                     | 13.839  | 2,83%      |
| Lourival PSTU                     | Zé Lima PSTU Cleidiano Gonçalves PSOL     | 161    | Frente de Esquerda Socialista (PSOL, PCB e PSTU)                     | 1.866   | 0,38%      |
| Rudson Leite PV                   | Bartô Patamona REDE Vanúbia Praxedes PV   | 434    | Dê uma Chance Para Roraima (PTB, PT, PV, PSB e REDE)                 | 0       | 0%         |
| Christian Santos PATRI            | Helton Souza PATRI Ângelo do Cantá PATRI  | 512    | PATRI (sem coligação)                                                | 0       | 0%         |

## Deputados federais eleitos
São relacionados os candidatos eleitos com informações complementares da Câmara dos Deputados. Ressalte-se que os votos em branco eram considerados válidos para fins de cálculo do quociente eleitoral nas disputas proporcionais até 1997 quando essa anomalia foi banida de nossa legislação.
| Nome                     | Partido | Votação | Percentual |
| Haroldo Cathedral        | PSD     | 14.751  | 5,45%      |
| Johnathan de Jesus       | PRB     | 13.429  | 4,96%      |
| Hiran Gonçalves          | PP      | 13.299  | 4,91%      |
| Antonio Carlos Nicoletti | PSL     | 12.969  | 4,79%      |
| Shéridan Oliveira        | PSDB    | 12.129  | 4,48%      |
| Édio Lopes               | PR      | 11.952  | 4,42%      |
| Otaci Barroso            | SD      | 11.879  | 4,39%      |
| Joênia Wapichana         | REDE    | 8.491   | 3,14%      |

## Deputados estaduais eleitos
| Deputados estaduais eleitos | Partido | Votação | Percentual | Cidade onde nasceu   | Unidade federativa |
| Jalser Renier               | SD      | 8.401   | 3,14%      | Boa Vista            | Roraima            |
| Xingu                       | PSB     | 6.132   | 2,29%      | São Félix do Xingu   | Pará               |
| Ione Pedroso                | SD      | 5.872   | 2,20%      | Boa Vista            | Roraima            |
| Brito                       | PP      | 5.307   | 1,98%      | Milagres             | Ceará              |
| Marcelo Cabral              | MDB     | 5.165   | 1,93%      | Boa Vista            | Roraima            |
| Jorge Everton               | MDB     | 5.033   | 1,88%      | Aracaju              | Sergipe            |
| Lenir Rodrigues             | PPS     | 4.947   | 1,85%      | Boa Vista            | Roraima            |
| Catarina Guerra             | SD      | 4.897   | 1,83%      | Boa Vista            | Roraima            |
| Aurelina Medeiros           | PODE    | 4.864   | 1,82%      | Morada Nova          | Ceará              |
| Soldado Sampaio             | PCdoB   | 4.678   | 1,75%      | Pedreiras            | Maranhão           |
| Coronel Chagas              | PRTB    | 4.561   | 1,71%      | Porto Xavier         | Rio Grande do Sul  |
| Odilon                      | PATRI   | 4.523   | 1,69%      | Ipaporanga           | Ceará              |
| Francisco Mozart            | PRP     | 3.777   | 1,41%      | Fortaleza            | Ceará              |
| Gabriel Picanço             | PRB     | 3.655   | 1,37%      | Nhamundá             | Amazonas           |
| Dhiego Coelho               | PTC     | 3.603   | 1,35%      | Boa Vista            | Roraima            |
| Evangelista Siqueira        | PT      | 3.051   | 1,14%      | Santa Luzia do Paruá | Maranhão           |
| Betânia Medeiros            | PV      | 2.885   | 1,08%      | Campina Grande       | Paraíba            |
| Eder Lourinho               | PTC     | 2.851   | 1,07%      | São Gabriel da Palha | Espírito Santo     |
| Renato Silva                | PRB     | 2.848   | 1,06%      | Boa Vista            | Roraima            |
| Nilton do Sindpol           | PATRI   | 2.718   | 1,02%      | Boa Vista            | Roraima            |
| Renan Filho                 | PRB     | 2.657   | 0,99%      | Boa Vista            | Roraima            |
| Jeferson Alves              | PTB     | 2.616   | 0,98%      | Boa Vista            | Roraima            |
| Tayla Peres                 | PRTB    | 2.608   | 0,97%      | Boa Vista            | Roraima            |
| Neto Loureiro               | PMB     | 1.678   | 0,63%      | Manaus               | Amazonas           |

## Pesquisas de opinião

### Governo do Estado
| Período da pesquisa            | Instituto | Margem de erro | Candidato       | Candidato      | Candidato  | Candidato      | Candidato    | Brancos ou Nulos | Não sabe |
| Período da pesquisa            | Instituto | Margem de erro | Anchieta (PSDB) | Denarium (PSL) | Suely (PP) | Telmário (PTB) | Fábio (PSOL) | Brancos ou Nulos | Não sabe |
| ------------------------------ | --------- | -------------- | --------------- | -------------- | ---------- | -------------- | ------------ | ---------------- | -------- |
| 13/08 a 16 de agosto de 2018   | Ibope     | ±3%            | 36%             | 20%            | 14%        | 7%             | 3%           | 11%              | 9%       |
| 13/09 a 16 de setembro de 2018 | Ibope     | ±3%            | 41%             | 29%            | 9%         | 4%             | 2%           | 9%               | 6%       |

### Senado Federal
Levando em conta que para o senado o eleitor irá votar duas vezes, as pesquisas possuem um universo de 200%
| Período da pesquisa            | Instituto | Margem de erro | Candidato    | Candidato     | Candidato   | Candidato  | Candidato   | Candidato     | Candidato     | Candidato      | Candidato   | Candidato  | Candidato       | Brancos ou Nulos | Não sabe |
| Período da pesquisa            | Instituto | Margem de erro | Mecias (PRB) | Portela (PDT) | Chico (DEM) | Jucá (MDB) | Castro (PR) | Ramalho (PSL) | Martins (PTB) | Santos (PATRI) | Telma (PCB) | Leite (PV) | Lourival (PSTU) | Brancos ou Nulos | Não sabe |
| ------------------------------ | --------- | -------------- | ------------ | ------------- | ----------- | ---------- | ----------- | ------------- | ------------- | -------------- | ----------- | ---------- | --------------- | ---------------- | -------- |
| 13/08 a 16 de agosto de 2018   | Ibope     | ±3%            | 26%          | 30%           | 21%         | 25%        | 21%         | 11%           | 4%            | 2%             | 2%          | 1%         | 1%              | 31%              | 25%      |
| 13/09 a 16 de setembro de 2018 | Ibope     | ±3%            | 30%          | 29%           | 29%         | 28%        | 25%         | 10%           | 3%            | 3%             | 2%          | 2%         | 1%              | 20%              | 18%      |